# Lucélia Santos
 Maria Lucélia dos Santos, född 20 maj 1957 i Santo André, är en brasiliansk skådespelare och filmskapare.
Hon var internationellt känd för sin medverkan i telenovela Escrava Isaura, som visades i 79 länder.

## Biografi

### Familj
Lucélia är dotter till Maurílio Simões dos Santos och Maria Moura dos Santos.
Hon har varit gift med  John Neschling, med vilken hon har en son, Pedro Neschling, som också är skådespelare.

## Filmografi

### TV
- 1976: Escrava Isaura - Isaura dos Anjos/Elvira
- 1977: Locomotivas - Fernanda Cabral
- 1978: Dancin' Days - Loreta
- 1978: Ciranda Cirandinha - Tatiana
- 1979: Feijão Maravilha - Eliana
- 1979: Malu Mulher - Josineide (episod: "Ainda Não é Hora")
- 1979: Plantão de Polícia - Marcela (episod: "Despedida de Solteiro")
- 1980: Água Viva - Janete
- 1981: Ciranda de Pedra -  Virgínia Prado
- 1983: Guerra dos Sexos - Carolina
- 1984: Meu Destino é Pecar - Helena Castro Avelar
- 1984: Vereda Tropical - Silvana Rocha
- 1986: Slavägarens dotter - Sinhá Moça (Maria das Graças Ferreira)
- 1987: Carmem - Carmem
- 1990: Brasileiras e Brasileiros - Paula
- 1995: Sangue do Meu Sangue - Júlia
- 1996: Dona Anja - Dona Anja
- 2001: Malhação - Jackeline Lemos
- 2006: Cidadão Brasileiro - Fausta Gama
- 2007: Donas de Casa Desesperadas - Suzana Mayer
- 2008: Casos e Acasos - Lucila
- 2011: Aline - Débora

### Filmer
- 1976: Um Brasileiro Chamado Rosaflor
- 1976: O Ibraim do Subúrbio
- 1976: Já Não Se Faz Amor Como Antigamente
- 1976: Paranóia as Lúcia Riccelli
- 1977: A Ordem Natural das Coisas - Ciça
- 1980: Romeu e Julieta - Julieta
- 1981: Bonitinha Mas Ordinária - Maria Cecília
- 1981: Engraçadinha - Engraçadinha
- 1981: Álbum de Família - Gória
- 1982: Luz del Fuego - Luz del Fuego
- 1982: O Sonho Não Acabou - Lucinha
- 1983: Alice & Alice - Alice Maria
- 1985: Fonte da Saudade - Bárbara/Guida/Alba
- 1986: Baixo Gávea - Clara[1]
- 1986: As Sete Vampiras - Elisa Machado
- 1989: Kuarup - Lídia
- 1993: Vagas Para Moças de Fino Trato - Lúcia
- 1993: Menino de Engenho - Clarice/Maria Menina
- 2001: Três Histórias da Bahia
- 2003: O Ovo
- 2008: Um Amor do Outro Lado do Mundo - Luiza
- 2010: Lula, o filho do Brasil - lärare av Lula